# (7097) Yatsuka
(7097) Yatsuka est un astéroïde de la ceinture principale.

## Description
(7097) Yatsuka est un astéroïde de la ceinture principale. Il fut découvert le 8 octobre 1993 à Yatsuka (en) par Hiroshi Abe et Seidai Miyasaka. Il présente une orbite caractérisée par un demi-grand axe de 2,38 UA, une excentricité de 0,19 et une inclinaison de 1,8° par rapport à l'écliptique.

## Compléments